# Jiří Krejčí
Jiří Krejčí (Jablonec nad Nisou, 22 marzo 1986) è un calciatore ceco, difensore del Přední Kopanina.